# Goalpara
Goalpara, (pronúncia /ɡoʊɑ:lˈpɑ:rə/) é a sede do distrito homônimo no estado de Assão, Índia. Situa-se 134 quilômetros (83 mi) a oeste de Guwahati.

## Etimologia
Diz-se que o nome Goalpara originou-se da palavra "Gwaltippika", literalmente "vila guwali", ou "vila dos leiteiros", uma vez que na língua local, "para" significa vila.

## Geografia
Goalpara localiza-se junto ao rio Bramaputra. A altitude média da localidade é de 35 metros (114 pés).
Goalpara is endowed with scenic beauty. Hulukanda Hill, located at the heart of Goalpara on the bank of the Brahmaputra river, is one of the natural scenic views in the town, with various kinds of waterfowl and monkeys. There are some other bodies of water such as Hashila beel, Kumri beel, Urpad beel.     The Urpad beel becomes the centre of migratory birds during Oct-March. The evergreen forests on low hills create an undulating landscape. People of goalpara speak rajbongshi language, it is also known as goalpariya language.
O distrito de Goalpara possui oito subdivisões:
- Balijana
- Jaleswar
- Kharmuza
- Krishnai
- Kuchdhowa
- Lakhipur
- Matia
- Rangjuli

## Demografia
Conforme o censo indiano de 2001, Goalpara contava com 48.911 habitantes, com 52% de homens e 48% de mulheres, com taxa de alfabetização média de 69%, mais alta que a média nacional, então de 59.5%. A taxa de alfabetização masculina era de 73% e a feminina, de 64%. Em Goalpara, 12% da população possui menos de seis anos de idade.

## Religião
A religião islâmica é aquela à qual pertence a maioria dos habitantes de Goalpara. A maior parte dos habitantes refere-se a si própria como "deshi" ("nativo" ou "local") para evitar menção a essa questão. O dialeto denominado  Goalpariya é o mais falado na região.

## Línguas
A língua mais falada na região é denominada goalpariya. Outras línguas também usadas na região são: assamês, bengali, rabha, hindi, garo, bodo, hajong, nepali, etc. 